# Parafia św. Małgorzaty w Płowężu
Parafia Świętej Małgorzaty w Płowężu – parafia rzymskokatolicka, znajdująca się w diecezji toruńskiej, w dekanacie Jabłonowo Pomorskie.
Na obszarze parafii leżą miejscowości: Płowęż, Adamowo, Mierzyn, Nowa Wieś Szlachecka, Płowężek, Rywałdzik.